# Randy Beverly
(en) Statistiques sur pro-football-reference
Randolph Beverly, né le 3 avril 1944 à Wildwood, est un joueur américain de football américain. Considéré comme un petit joueur de football, il est le premier à intercepter deux passes lors d'un Super Bowl.

## Biographie

### Enfance
Beverly étudie à la Wildwood High School de sa ville natale et s'investit dans trois sports, à savoir le football américain, le basket-ball où il est titulaire et l'athlétisme,. Beverly fait partie de l'équipe de Wildwood de basket invaincue lors de la saison 1961 et remporte le titre de champion du New Jersey de saut en longueur en 1962.

### Carrière

#### Université
Diplômé de Wildwood en 1962, Randy Beverly entre d'abord au Trinidad State Junior College avant de s'inscrire à l'université d'État du Colorado et de jouer pour les Rams. En octobre 1965, lors d'un match face aux Lobos du Nouveau-Mexique, il retourne un coup de pied en un touchdown de quatre-vingt-douze yards, contribuant à la victoire finale de sa faculté.

#### Professionnel
Avant de ne pas être retenu par une équipe lors de la draft 1967 de la NFL, Randy Beverly apparaît chez les Jets de Jersey, évoluant en Atlantic Coast Football League, une ligue mineure servant de réservoir de joueurs à plusieurs équipes de la NFL et de l'AFL. Il signe avec les Jets de New York en 1967 et devient cornerback titulaire en 1968 où il remporte le Super Bowl III lors d'un match qui le voit intercepter deux passes, devenant le premier joueur à réaliser cette performance.
Après une dernière saison avec les Jets, Beverly est échangé aux Chargers de San Diego contre Richard Trapp mais il n'est pas conservé dans l'effectif pour la saison 1970. Il dispute deux saisons comme cornerback remplaçant chez les Patriots avant d'être libéré en juillet 1972. Beverly revient sur les terrains en 1974, avec les Stars de New York en World Football League, rejoignant d'anciens coéquipiers comme George Sauer, Jr.. Cependant, le défenseur ne reste qu'un mois dans l'effectif et ne dispute aucun match avec les Stars,.